# Eryngium planum

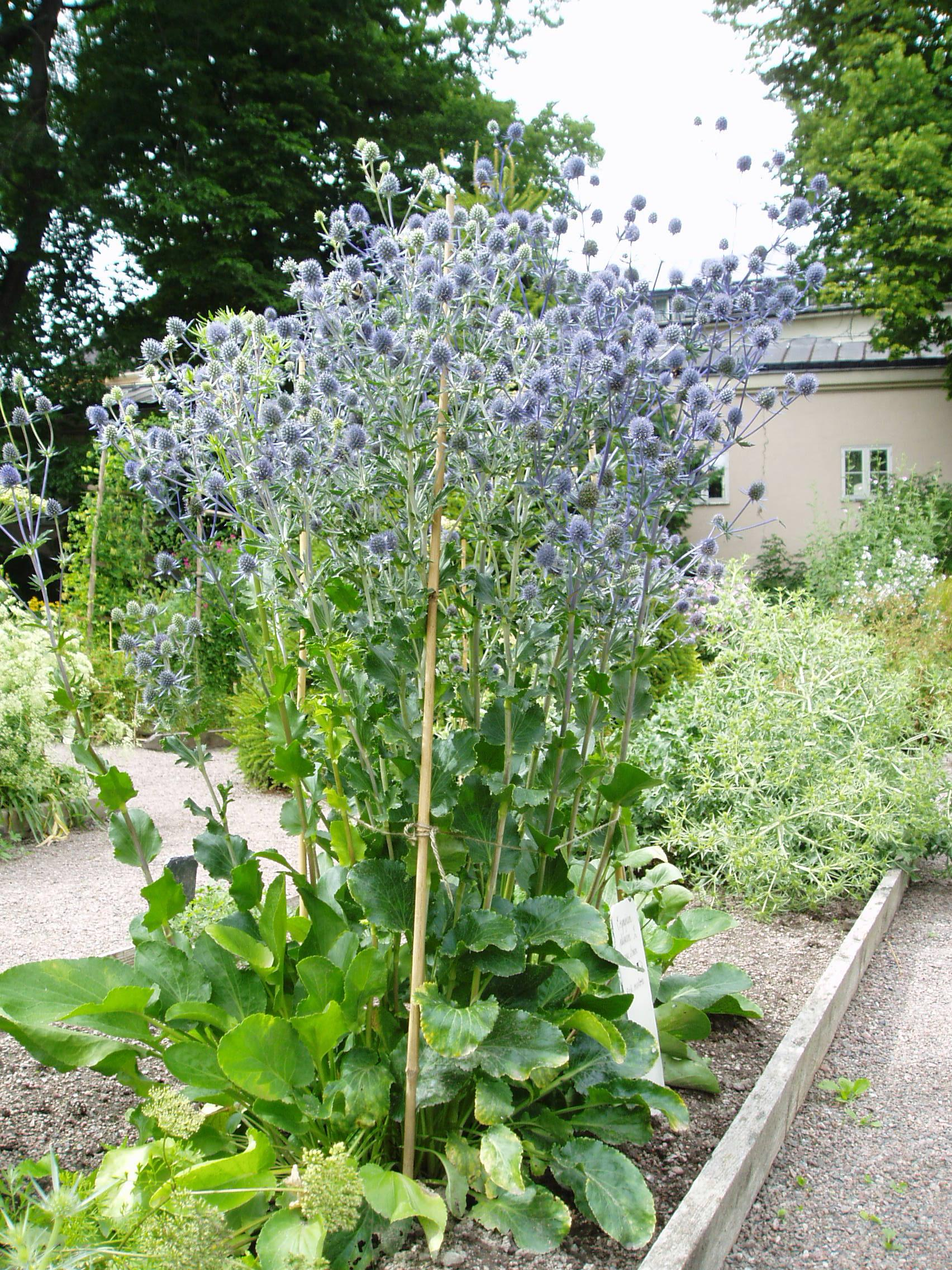
Vista de la planta

Eryngium planum és una espècie de planta perenne de la família de les Apiàcies. Es troba a Euràsia. Aquesta planta té una tija de color blau platejat, amb fulles basals. Arriba a mesurar uns 40-60 cm d'alçada.
A causa del seu contingut d'olis essencials, flavonoids i altres substàncies bioactives, està sent utilitzada en la medicina popular europea, per exemple, com a diürètic o com a estimulant i aperitiu.

## Taxonomia
Eryngium planum va ser descrita per Linné i publicada a Species Plantarum 1: 233, l'any 1753.

### Etimologia
- Eryngium: nom genèric que probablement fa referència a la paraula que recorda l'eriçó: "Erinaceus" (especialment des del grec "erungion" = "ción"), tot i que també podria derivar d'"eruma" (= protecció), en referència a les espinoses fulles de les plantes d'aquest tipus.
- planum: epítet llatí que significa "pla"[3]

### Sinonímia
- Eryngium armatum Csató ex Simonk.
- Eryngium brunardii Guétrot
- Eryngium caeruleum Gilib.
- Eryngium intermedium Weinm.
- Eryngium latifolium Gilib.
- Eryngium planifolium Pall.
- Eryngium planum Lindl.
- Eryngium planum var. armatum Csató ex Simonk.
- Eryngium pumilum Gilib.
- Eryngium pusillum Gilib.[4]